# Swietłana Bodricka
Swietłana Aleksandrowna Bodricka (ros. Светлана Александровна Бодрицкая, ur. 7 listopada 1971 w Szymkencie) – kazachska lekkoatletka specjalizująca się w biegu na 400 metrów i sztafecie 4 × 400 metrów. Uzyskany przez nią w kwalifikacjach halowych mistrzostw świata w 1997 roku wynik 23,25 w biegu na 200 metrów był rekordem Azji.

## Osiągnięcia
| Rok  | Impreza                   | Miejsce    | Konkurencja             | Lokata      | Wynik   |
| ---- | ------------------------- | ---------- | ----------------------- | ----------- | ------- |
| 1995 | Mistrzostwa Azji          | Dżakarta   | Bieg na 200 metrów      | 3. miejsce  | 24,20   |
| 1996 | Igrzyska olimpijskie      | Atlanta    | Bieg na 400 metrów      | 38. miejsce | 53,24   |
| 1997 | Halowe mistrzostwa świata | Paryż      | Bieg na 200 metrów      | 13. miejsce | 23,95   |
| 1997 | Mistrzostwa świata        | Ateny      | Bieg na 200 metrów      | 42. miejsce | 23,96   |
| 1997 | Mistrzostwa świata        | Ateny      | Bieg na 400 metrów      | 27. miejsce | 53,28   |
| 1997 | Igrzyska Azji Wschodniej  | Pusan      | Bieg na 400 metrów      | 1. miejsce  | 52,92   |
| 1998 | Mistrzostwa Azji          | Fukuoka    | Bieg na 400 metrów      | 2. miejsce  | 52,46   |
| 1998 | Igrzyska azjatyckie       | Bangkok    | Bieg na 400 metrów      | 3. miejsce  | 53,00   |
| 1998 | Igrzyska azjatyckie       | Bangkok    | Sztafeta 4 × 400 metrów | 3. miejsce  | 3:37,16 |
| 1999 | Mistrzostwa świata        | Sewilla    | Bieg na 400 metrów      | 38. miejsce | 53,74   |
| 2000 | Igrzyska olimpijskie      | Sydney     | Bieg na 400 metrów      | 41. miejsce | 53,91   |
| 2001 | Igrzyska Azji Wschodniej  | Osaka      | Bieg na 400 metrów      | 2. miejsce  | 52,39   |
| 2002 | Igrzyska azjatyckie       | Pusan      | Bieg na 400 metrów      | 3. miejsce  | 52,10   |
| 2002 | Igrzyska azjatyckie       | Pusan      | Sztafeta 4 × 400 metrów | 2. miejsce  | 3:31,72 |
| 2003 | Mistrzostwa świata        | Paryż      | Sztafeta 4 × 400 metrów | 12. miejsce | 3:31,20 |
| 2003 | Mistrzostwa Azji          | Manila     | Bieg na 400 metrów      | 3. miejsce  | 53,19   |
| 2003 | Igrzyska afroazjatyckie   | Hajdarabad | Sztafeta 4 × 400 metrów | 3. miejsce  | 3:32,41 |
| 2004 | Igrzyska olimpijskie      | Ateny      | Bieg na 400 metrów      | 34. miejsce | 53,35   |

Rekordy życiowe:
- bieg na 200 metrów – 23,59 – 12 maja 2001 w Ałmaty
- bieg na 400 metrów – 51,78 – 5 czerwca 2004 w Ałmaty
- bieg na 200 metrów (hala) – 23,25 – 7 marca 1997 w Paryżu